# Anna-Clara och hennes bröder
Anna-Clara och hennes bröder är en svensk dramakomedifilm från 1923 regisserad av Per Lindberg. I huvudrollerna ses Hilda Borgström, Karin Swanström, Carl Browallius och Sven Scholander.

## Handling
Filmen handlar om en serie händelser under en sommar i redaktörsdottern Anna-Claras liv, och är baserad på Hasse Zetterströms bok från 1917 med samma namn.

## Om filmen
Filmen premiärvisades den 19 november 1923 i flera städer. Stockholmspremiär på biograf Röda Kvarn vid Biblioteksgatan.  Delar av filmen spelades in sommaren 1923 vid Utö, Dalarö och på pansarbåten Sverige. Regissören Per Lindberg begärde i samband med premiären att hans namn skulle strykas från affischerna eftersom Bonnierfilm mot Lindbergs vilja avlägsnat vissa stiliserade fantasiavsnitt ur filmen.

## Rollista
- Ann-Britt Ohlsson – Anna-Clara
- Stig Herlitz – Emanuel
- Erland Waldenström – Olle
- Carl Browallius – fadern
- Hilda Borgström – modern
- Karin Swanström – tanten
- Sven Scholander – farbrodern
- Lill-Tollie Zellman – Astrid
- Linnéa Hillberg – jungfru
- Margit Manstad – ung dam
- Torsten Lennartsson – sjökapten
- Lauritz Falk – okänd roll
- Kungliga Svenska flottan